# Heiko Heinisch
Heiko Heinisch (* 1966 in Offenbach am Main) ist ein in Österreich wirkender Historiker und Autor. Der Themenbereich, in dem er publiziert, erstreckt sich von Antisemitismus, nationalsozialistischer Judenverfolgung bis hin zu Menschenrechten, Integration und Islam.

## Leben
Nach Abschluss seines Geschichtsstudiums an der Universität Wien (Diplomarbeit 2002: Geiseln der nationalsozialistischen Außenpolitik: Hitlers Hegemonialpläne und die Vernichtung der Juden im Zweiten Weltkrieg) arbeitete Heinisch u. a. als freier Mitarbeiter des Ludwig-Boltzmann-Instituts für Historische Sozialwissenschaft in Wien und am Institut für Islamische Studien der Universität Wien. Seit 2005 ist er freiberuflich tätig. Nach Beschäftigung mit den Themen Antisemitismus und nationalsozialistische Judenverfolgung wuchs sein Interesse an der Geschichte von Ideen. Deshalb befasse er sich seitdem vermehrt mit den Themen Freiheit, Menschenrechte und Demokratie.
Er hält Vorträge und veröffentlichte Bücher zu christlicher Judenfeindschaft, nationalsozialistischer Außenpolitik und Judenvernichtung und widmet sich seit einigen Jahren den Problemen, vor die Europa durch die Einwanderung konservativer Bevölkerungsschichten aus mehrheitlich islamischen Ländern gestellt wird. Heinisch war 2016 Mitglied des Expert_Forum Deradikalisierung, Prävention & Demokratiekultur der Stadt Wien und ist Mitglied des wissenschaftlichen Beirats der Dokumentationsstelle Politischer Islam, die 2020 von der ÖVP-Grünen Bundesregierung Kurz II eingerichtet wurde.
Heinisch schrieb Kolumnen für The European und schreibt heute regelmäßig für das Online-Debattenmagazin diekolumnisten.de und vereinzelt Gastkommentare in den österreichischen Tageszeitungen Wiener Zeitung, Der Standard und Kurier. Er schrieb außerdem für die Wochenzeitung Der Falter oder die FAZ.
Von 2015 bis 2017 war Heinisch gemeinsam mit dem Religionspädagogen Ednan Aslan an der Erstellung der Studie zu islamischen Kindergärten beteiligt. Am 2. Oktober 2017 stellte Heinisch, zusammen mit dem vormaligen österreichischen Außen- und Integrationsminister Sebastian Kurz, auf einer Pressekonferenz in Wien einen von ihm sowie von Imet Mehmedi et al. im Auftrag des Österreichischen Integrationsfonds (ÖIF) verfassten Forschungsbericht Die Rolle der Moschee im Integrationsprozess vor. Der Auftrag wurde im Herbst 2016 erteilt, die Erhebungen im Frühjahr 2017 durchgeführt, die Kosten betrugen rund 33.000 Euro. Der Bericht untersucht und analysiert „die Wiener Moscheenlandschaft und die Inhalte der Predigten der reichweitenstärksten Moscheen und muslimischen Glaubenshäuser“. Im Ergebnis zusammengefasst weist der auch von Heinisch als „nicht repräsentativ“ bezeichnete Bericht nach, dass „nur zwei der untersuchten [16] Moscheen aktiv die Integration in die österreichische Gesellschaft unterstützen und fordern diese ein. In mehr als einem Drittel der untersuchten Moscheen wird hingegen der Integration entgegengewirkt“. Zugleich räumen die Autoren ein, dass für aussagekräftigere Daten ein längerer Untersuchungszeitraum nötig gewesen wäre.
Heinisch und die Politikwissenschaftlerin Nina Scholz waren von der Staatsanwaltschaft Graz im Sommer 2020 mit der Erstellung eines Gutachtens über die Muslimbrüder und die Hamas beauftragt worden, das in der Anordnung von zahlreichen Hausdurchsuchungen gegen angebliche Mitglieder dieser Gruppierungen im Rahmen der sogenannten „Operation Luxor“ am 9. November 2020 zitiert wurde. In dem folgenden Verfahren warfen mehrere Beschuldigte den beiden Sachverständigen mangelnde Sachkunde und Befangenheit und erhoben dementsprechend Einspruch. Zusätzlich wurden in einem Gegengutachten des Politikwissenschaftlers Thomas Schmidinger zahlreiche Kritikpunkte angeführt. Die Einsprüche wurden vom Landesgericht Graz abgewiesen. In der folgenden Berufung sah das Oberlandesgericht Graz jedoch den „äußere[n] Anschein der Befangenheit“ erfüllt und entließ die beiden Gutachter, da Heinisch vier Jahre zuvor in einer Fernsehdiskussion über einen der Beschuldigten geäußert hatte, dieser bekenne sich offen dazu, Kader der Muslimbruderschaft zu sein. In einer ersten Reaktion bezeichnete Nina Scholz die Entscheidung des OLG Graz als „bizarr“. Bislang (Stand 17. August 2023) wurde gegen keinen der rund hundert Beschuldigten der „Operation Luxor“ Anklage erhoben, die Ermittlungen dauern an. In einer weiteren Entscheidung bezeichnete das OLG Graz das Gutachten teilweise als „Mutmaßungen und Spekulationen“. Im Oktober 2023 entschied das Landesgericht Graz, dass die beiden ihr Honorar von rund 10.000 Euro zurückzahlen müssen und warf ihnen eine „schuldbare Unwissenheit“ vor. Das Urteil ist noch nicht rechtskräftig.
Heinisch war im September 2022 als Experte in eine Anhörung in den Innenausschuss des Deutschen Bundestages zum Thema „Finanzierung des politischen Islamismus in Deutschland offenlegen und unterbinden“ geladen. Er regte an, analog zu Österreich eine wissenschaftliche Dokumentationsstelle für politischen Islam einzurichten, die Grundlagenwissen über Ideologie und Akteure vermittele.

## Rezeption
Das gemeinsam mit Nina Scholz verfasste Buch Europa, Menschenrechte und Islam – ein Kulturkampf? wurde positiv vom Rezensenten Heinrich Schmitz im The European aufgenommen. Die Autoren würden mit überzeugenden Begründungen die rechtsstaatlichen Ergebnisse der Aufklärung verteidigen, aber auch zeigen, „dass ein kompromissloses Festhalten an den unveräußerlichen Menschenrechten weder eine wohlverstandene Integration von gläubigen Muslimen verhindert noch eine Einschränkung der individuellen Religionsfreiheit von Gläubigen bedeutet, wohl aber eine Zurückweisung von zwangsweisen, menschenrechtswidrigen Einschränkungen der Individualrechte durch von Kollektiven erzwungene Sonderrechte für ihre Mitglieder“.
Kirstin Breitenfellner lobt im Falter das ebenfalls gemeinsam mit Nina Scholz geschriebene Buch Charlie versus Mohammed: Plädoyer für die Meinungsfreiheit als eindrucksvoll. Das größte Verdienst des Buches bestehe darin „nicht nur eine berechtigte Warnung auszusprechen, sondern dem Leser auch Instrumente an die Hand zu geben, um dem Problem zu begegnen: in Form von zentralen Begriffsdefinitionen, die in der Lage sind, die aufgeheizte, von Angst, Vorwürfen und Gegenvorwürfen bestimmte Debatte, in der immer öfter die Rollen von Tätern und Opfern vertauscht werden, wieder in vernünftigere Bahnen zu lenken“.
Jérôme Segal versteht Charlie versus Mohammed: Plädoyer für die Meinungsfreiheit in der Tageszeitung Der Standard nicht als eines gegen den Islam, sondern als eine Stimme für ein Aggiornamento ebendieser, denn für die Autoren gehöre der Islam zu Europa, „eben wenn Witze über ihn und Kritik an ihm genauso selbstverständlich sind wie bei anderen Religionen und Weltanschauungen auch“. Weiter meint Segal, dass man am Beispiel der Diskussion über „islami(sti)sche Kindergärten“ in Wien sehen kann, wie wichtig dieses Buch sei. Diese Debatte sei noch immer nicht möglich, ohne dass der Vorwurf der „Islamophobie“ auftaucht, und die österreichischen Islamverbände würden schon wieder die Gelegenheit verpassen, ein Aggiornamento zu führen.
Das 2019 erschienene, ebenfalls gemeinsam mit Nina Scholz verfasste Buch Alles für Allah. Wie der politische Islam unsere Gesellschaft verändert, stieß in Deutschland und Österreich auf Medieninteresse. „Alles für Allah ist trotz des reißerisch anmutenden Titels ein sehr lesenswertes Buch, das kenntnisreich und unaufgeregt auf die Strategien und die Gefahren des politischen Islam für die westlichen Gesellschaften hinweist“, so Abdul Ahmad Rashid im Deutschlandfunk. Der Historiker René Wildangel schreibt in der Süddeutschen Zeitung, das Buch „löst immerhin ein, was thematisch versprochen wird: Die Autoren beschäftigen sich mit dem politischen Islam und unternehmen auch eine historische Einordnung und Definition. Das Buch gibt einen durchaus gelungenen Überblick über islamistische Organisationen in Deutschland und Österreich“. Gleichzeitig merkt er an, die Behauptung, die Gefahr des Islamismus würde unterschätzt, „mutet angesichts der aktuellen öffentlichen Debatten in Deutschland und Österreich bizarr an.“ Und als „zynisch“ kritisiert Wildangel die Bezeichnung von Islamophobie als „kalkulierten Opferdiskurs“, da Angriffe gegen Muslime real gewachsen sind.

## Kritik
Der Politikwissenschaftler Benjamin Opratko von der Universität Wien kritisierte 2019, dass Heinisch und Scholz das Forschungsfeld Islamophobie in seiner Gesamtheit in Frage stellen würden. Und zwar „mit der kaum verhohlenen Absicht, die Existenz antimuslimischer Phänomene zu leugnen oder sie in Konkurrenz zu anderen Formen der Abwertung und Exklusion wie Antisemitismus zu stellen und für weniger relevant zu erklären.“
2023 wurde der zweite Teil einer 2017 veröffentlichten Studie über Wiener Moscheen veröffentlicht. Auftraggeber war der Österreichische Integrationsfonds, der Integrationsministerin Susanne Raab untersteht, die über die Veröffentlichung nicht informiert war. Diese Studie wurde von der Religionssoziologin Astrid Mattes kritisiert: „Es ist ein verqueres Religionsverständnis, dass Menschen Demokratie über Religion vermittelt bekommen sollen. Religionen sind zwar Teil der Demokratie, aber in sich keine demokratischen Systeme.“
Alles für Allah (2019)
In einer Rezension in der österreichischen Wochenzeitung Die Furche wurde das Buch Alles für Allah. Wie der politische Islam unsere Gesellschaft als „islamkritisch“ bezeichnet. So würden die Autoren mit zweierlei Maß messen, da diese die sogenannte Kindergartenstudie des Religionspädagogen Ednan Aslan unkritisch zitieren würden, während die in Folge der Kritik an Ednan Alan erstelle Studie des Bildungswissenschaftlers Henning Schluß jedoch unerwähnt bleibt. Insgesamt würde das Buch dem gesellschaftlichen Diskurs nicht weiterhelfen, denn „die Muslime im Land werden von den Autoren unter dem Präliminarium der Bedrohung in den Blick genommen.“
2019 kritisierte der Politikwissenschaftler Thomas Schmidinger in einer Rezension mit dem Titel „Eine Kampfschrift, kein Sachbuch“ für die Wiener Wochenzeitung Der Falter das Buch Alles für Allah. Wie der politische Islam unsere Gesellschaft als „eindimensional“. Die beiden Autoren würden viele Tatsachen ausblenden und Organisationen, die mit der Muslimbruderschaft kaum Berührungspunkte haben als deren Vorfeldorganisation bezeichnen. Zudem arbeite das Buch anhand von Kontaktschuld. So kritisieren Heiko Heinisch und Nina Scholz das Dokumentationsarchiv des österreichischen Widerstandes (DÖW), da dieses 2018 mit der Muslimischen Jugend Österreich (MJÖ) ein Projekt namens „MuslimInnen gegen Antisemitismus“ durchgeführt hatte.
Operation Luxor und Politischer Islam
In einer Expertenrunde des Falters im März 2023 kritisierte der Politikwissenschaftler Thomas Schmidinger das Gutachten von Heiko Heinisch und Nina Scholz für die Operation Luxor. So seien im Gutachten Falschübersetzungen enthalten und keine Originalmaterialien verwendet worden: „Da waren einerseits Dilettanten am Werk und andererseits Leute, die mit einer bestimmten Absicht wahrscheinlich dieses Gutachten verfasst haben.“ In seinem Beitrag Auf Sand gebaut? analysierte Thomas Schmidinger das Gutachten von Heiko Heinisch und Nina Scholz, das als zentrale Grundlage für die Operation Luxor diente. Schmidinger kritisierte das Gutachten als methodisch und inhaltlich mangelhaft. Er bemängelt insbesondere, dass Heinisch und Scholz keine wissenschaftlichen Standards eingehalten hätten, etwa durch fehlende Quellenangaben, selektive Zitationen und ideologisch gefärbte Argumentationsweisen. Zudem seien Heinischs und Scholz´ Darstellung der Muslimbruderschaft stark vereinfachend und pauschalisierend, wodurch differenzierte Analysen islamischer Bewegungen unterbleiben würden. Schmidinger kommt zu dem Schluss, dass die „GutachterInnen weder über das fachliche noch das sprachliche Wissen verfügten, um die vom Staatsanwalt gestellten Fragen fachlich kompetent, objektiv und unvoreingenommen zu beantworten.“
Recherchen des Profil zufolge lieferten Heiko Heinisch und Nina Scholz dem „Europäischen Institut für Terrorismusbekämpfung und Konfliktprävention“ (EICTP) sogenannte Akteursanalysen, die Politikerinnen und Politiker in ein negatives Licht rückten. Es besteht der Verdacht, dass diese Informationen Teil einer von den Vereinigten Arabischen Emiraten finanzierten Kampagne gegen den politischen Islam waren und möglicherweise an die Vereinigten Arabischen Emirate übermittelt wurden. Eine Beschwerde von Heinisch gegen diese Recherchen von Profil wurde vom Presserat in allen Punkten abgewiesen. So konnten in diesem Verfahren Heiko Heinisch und Nina Scholz nicht explizit ausschließen, dass ihr Auftraggeber, das EICTP, nicht möglicherweise von den VAE finanziert wird.
Im August 2023 gab Heinisch dem Youtuber Kian Kermanshahi von der islamfeindlichen Bewegung Pax Europa ein Interview.
Heinisch wird in geleakten internen Unterlagen als möglicher Unterstützer der Bürgerinitiative Stop Extremism gelistet. Er streitet jedoch Verbindungen ab.

## Schriften
- mit Hüseyin Çiçek und Jan-Markus Vömel: Die Islamische Gemeinschaft Milli Görüş. Geschichte, Ideologie, Organisation und gegenwärtige Situation, DPI-Studie Wien 2024. (PDF: https://www.dokumentationsstelle.at/fileadmin/dpi/publikationen/DPI_Studie_IGMG.pdf)
- mit Nina Scholz: Political Islam in Austria. In: Thomas Jäger, Ralph Thiele: Handbook of Political Islam in Europe. Activities, Means and Strategies from Salafists to the Muslim Brotherhood and Beyond, Springer, Cham 2024, ISBN 978-3-031-46172-9.
- mit Nina Scholz: Legalistic Islamism Benefits from Jihadism. In: Nicolas Stockhammer (Hrsg.): Routledge Handbook of Transnational Terrorism. Routledge London/New York 2023, ISBN 978-1-03-235319-7, S. 301–312.
- mit Imet Mehmedi und Zoltan Peter: Moscheen in Wien: Was hat sich seit der Veröffentlichung der Studie „Die Rolle der Moschee im Integrationsprozess“ im Herbst 2017 verändert?, ÖIF-Forschungsbericht, Wien 2023. Ohne ISBN (PDF: https://www.integrationsfonds.at/fileadmin/user_upload/Forschungsbericht_Moscheen_in_Wien.pdf)
- Der Politische Islam in Europa. In: Gesichter des Politischen Islam. Edition Tiamat, Berlin 2023, ISBN 978-3-89320-309-3.
- mit Peter Neumann, Nicolas Stockhammer und Nina Scholz: Lagebild Extremismus und Migration: Fallstudien aus vier österreichischen Migrations-Communitys. Wien 2022, ohne ISBN (PDF: https://www.bmi.gv.at/bmi_documents/3020.pdf)
- Nicht-bin-Laden-Sein. Oder: Wie legalistische Islamisten vom Dschihadismus profitierten. In: Sandra Kostner, Elham Manea (Hrsg.): Lehren aus 9/11. Zum Umgang des Westens mit Islamismus. (= Impulse. Debatten zur Politik, Gesellschaft, Kultur; Band 3). Ibidem, Stuttgart 2021, ISBN 978-3-8382-1583-9, S. 127–148.
- mit Lorenzo Vidino: Organisationen des politischen Islam und ihr Einfluss in Europa und Österreich. Zwei Berichte von Heiko Heinisch & Lorenzo Vidino. Hrsg. Österreichischer Fonds zur Dokumentation von religiös motiviertem politischen Extremismus (Hrsg.). Dokumentationsstelle Politischer Islam, Wien, November 2021, ohne ISBN. (Volltext Online (PDF; 1,6 MB) auf der Website der Dokumentationsstelle, 30. November 2021, abgerufen am 2. März 2023.)
- Das Kopftuch, nur ein Stück Stoff? In: Ranja Ebrahim und Ulvi Karagedik (Hrsg.): Kopftuch(verbot): Rechtliche, theologische, politische und pädagogische Perspektiven. (Wiener Beiträge zur Islamforschung). Springer Wiesbaden 2021, ISBN 978-3-658-32896-2, S. 91–107.
- mit Nina Scholz: Höhere Werte gegen Meinungsfreiheit. In: W. Hopf (Hrsg.): Jahrbuch für Meinungsfreiheit, Jg. 1/2021, Hopf, Münster 2021, ISBN 978-3-643-99737-1, S. 181–189.
- mit Nina Scholz: Alles für Allah. Wie der politische Islam unsere Gesellschaft verändert. Molden, Wien/Graz 2019, ISBN 978-3-222-15029-6.
- mit Imet Mehmedi: Die Rolle der Moschee im Integrationsprozess, ÖIF-Forschungsbericht, Wien 2017. Ohne ISBN (PDF: https://www.integrationsfonds.at/fileadmin/content/AT/Fotos/Publikationen/Forschungsbericht/Forschungsbericht_Heinisch_Die_Rolle_der_Moschee_web.pdf)
- mit Nina Scholz: Charlie versus Mohammed. Plädoyer für die Meinungsfreiheit. Peter Engelmann (Hrsg.), Passagen Thema. Passagen-Verlag, Wien 2015, ISBN 978-3-7092-0192-3.
- mit Nina Scholz: Europa, Menschenrechte und Islam – ein Kulturkampf? Passagen Religion und Politik. Passagen-Verlag, Wien 2012, ISBN 978-3-7092-0016-2.
- Hitlers Geiseln. Hegemonialpläne und der Holocaust. Passagen Zeitgeschichte. Passagen-Verlag, Wien 2005, ISBN 978-3-85165-662-6.
- Judenfeindschaft in der christlichen Tradition. In: Heimo Halbrainer: „Feindbild Jude“. Zur Geschichte des Antisemitismus. (= Historische und gesellschaftspolitische Schriften des Vereins Clio für Geschichts- und Bildungsarbeit; Band 1). Clio, Graz 2003, ISBN 978-3-9500971-3-9.
- mit Nina Scholz: „… alles werden sich die Christen nicht gefallen lassen.“ Wiener Pfarrer und die Juden in der Zwischenkriegszeit. Czernin, Wien 2001, ISBN 978-3-7076-0120-6.